# VfB Mühlburg
VfB Mühlburg was een Duitse voetbalclub uit Mühlburg, een stadsdeel van Karlsruhe. De club ontstond in 1933 door een fusie tussen FC Mühlburg 1905 en VfB Karlsruhe. Voorganger Mühlburg 1905 speelde lange tijd in de schaduw van stadsgenoten Karlsruher FV en Phönix Karlsruhe. Na de fusie verbeterde de club zich en werd de sterkste van de stad. In 1952 fuseerde de club met het aan lager wal geraakte Phönix en vormt zo het huidige Karlsruher SC.

## Geschiedenis
Phönix en Karlsruher FV waren niet enkel regionaal sterk maar ook nationaal en voor de Eerste Wereldoorlog haalden beide clubs een landstitel binnen. FC Mühlburg kon wel een aantal jaar in de hoogste klasse spelen maar werd pas succesvol na de fusie in 1933.
In het fusiejaar werd ook de Gauliga geïntroduceerd als hoogste speelklasse en VfB speelde in de Gauliga Baden en bleef daar tot 1944 in tegenstelling tot de andere clubs uit Karlsruhe die naar de tweede klasse zakten. Een titel was de club echter niet gegund, de clubs uit Mannheim: Waldhof, VfR en Neckarau verdeelden alle Gauligatitels onder elkaar. De beste plaats was de vicetitel in 1940, 1942 en 1944. In de beker van Baden was de club succesvoller en won de trofee in 1938 en 1939.
Na het einde van de Tweede Wereldoorlog werd de Gauliga afgeschaft en kwam de Oberliga als hoogste klasse van Duitsland, verdeeld over vijf regio’s. VfB belandde in de Landesliga Nordbaden, de tweede klasse. Na een derde plaats werd de club in het tweede seizoen met voorsprong kampioen en de club promoveerde naar de Oberliga Süd. Phönix en KFV degradeerden dat seizoen net uit de Oberliga waardoor Mühlburg de beste club van Karlsruhe werd. De beste plaats was in 1950/51 toen de derde plaats achter 1. FC Nürnberg en SpVgg Fürth behaald werd.
Na zeven speeldagen in seizoen 1952/53 fuseerde de club met FC Phönix tot Karlsruher Sport-Club Mühlburg-Phönix, dat vanaf het volgende seizoen onder de naam Karlsruher SC speelde. Tijdens de oorlog werd het stadion van Mühlburg vernield en werd er een nieuw gebouwd met 30 000 plaatsen. Na de fusie speelde de club nog tot 1955 in Mühlburg, daarna nam de club het nieuwe Wildparkstadion in gebruik.

## Seizoenen VfB Mühlburg 1933 – 1952
| Seizoen | Klasse                     | Plaats (Teams) |
| --- | -------------------------- | -------------- |
| 1933/34 | Gauliga Baden              | 8. (10)        |
| 1934/35 | Gauliga Baden              | 5. (10)        |
| 1935/36 | Gauliga Baden              | 7. (10)        |
| 1936/37 | Gauliga Baden              | 5. (10)        |
| 1937/38 | Gauliga Baden              | 8. (10)        |
| 1938/39 | Gauliga Baden              | 5. (10)        |
| 1939/40 | Gauliga Baden (Mitte)      | 1. (6)1        |
| 1940/41 | Gauliga Baden              | 2. (9)         |
| 1941/42 | Gauliga Baden (Süd)        | 1. (6)2        |
| 1942/43 | Gauliga Baden              | 4. (10)        |
| 1943/44 | Gauliga Baden (Mitte)      | 1. (7)3        |
| 1944/45 | –                          | –              |
| 1945/46 | Landesliga Nordbaden       | 3. (10)        |
| 1946/47 | Landesliga Nordbaden (Süd) | 1. (16)4       |
| 1947/48 | Oberliga Süd               | 14. (20)       |
| 1948/49 | Oberliga Süd               | 9. (16)        |
| 1949/50 | Oberliga Süd               | 7. (16)        |
| 1950/51 | Oberliga Süd               | 3. (18)        |
| 1951/52 | Oberliga Süd               | 9. (16)        |
| 1 Eindronde: tweede achter Waldhof Mannheim 2 Eindronde: tweede achter Waldhof Mannheim 3 Eindronde: tweede achter VfR Mannheim 4 Promotiewedstrijd tegen ASV Feudenheim: 1:0, 4:2 |                            |                |